# Cardine franche
Lepidorhombus whiffiagonis
Espèce
La cardine franche (Lepidorhombus whiffiagonis) est une espèce de poissons proche du turbot, poisson plat gaucher.
On la trouve dans tout l’Atlantique nord-est, de la Norvège aux îles Canaries, et en Méditerranée occidentale.
- Maturité sexuelle : 4 ans
- ponte : 450 000 œufs

La cardine est essentiellement capturée au chalut en tant que prise accessoire. Seule une flottille espagnole cible cette espèce au sud et à l'ouest de l'Irlande.